# Švicarski nož
Švicarski nož, tudi švicarski vojaški nož (francosko: Couteau suisse, nemško: Schweizer Offiziersmesser, italijansko: Coltellino svizzero) je tip multifunkcionalnega žepnega noža ali multifunkcionalnega orodja. Prvi primeri tovrstnih nožev so bili izdelani leta 1897 v švicarskem kantonu Schwyz. Izraz »švicarski nož« je registrirana blagovna znamka, ki jo imata v lasti podjetji Wenger S.A. in Victorinox A.G., dolgoletna dobavitelja nožev za švicarsko vojsko. V splošnem ima švicarski nož eno ali več rezil, kot tudi različna orodja, kot so izvijači, odpirači za steklenice ali konzerve, ipd. Ti dodatki so s pomočjo točkovnega obračalnega mehanizma zloženi v držalu noža. Držalo je običajno rdeče barve, na njem pa je logotip podjetja Victorinox oziroma Wenger (obe znamki imata za osnovo križ). Pri različicah nožev, izdelanih za vojaške potrebe, je na držalu švicarski grb.
Izraz »švicarski vojaški nož« so po 2. svetovni vojni skovali vojaki Oboroženih sil Združenih držav Amerike, najverjetneje zato, ker so imeli težave z naglaševanjem njegovega izvirnega imena, »Offiziersmesser«. Včasih je izraz »švicarski nož« uporabljen tudi metaforično za opisovanje uporabnosti, npr. programsko orodje, ki je zbirka posebnih namenskih orodij. Švicarski nož je bil zaradi svoje oblike dodan tudi zbirkam Muzeja moderne umetnosti v New Yorku (MoMA) in Državnega muzeja uporabnih umetnosti v Münchnu.